# 후드산

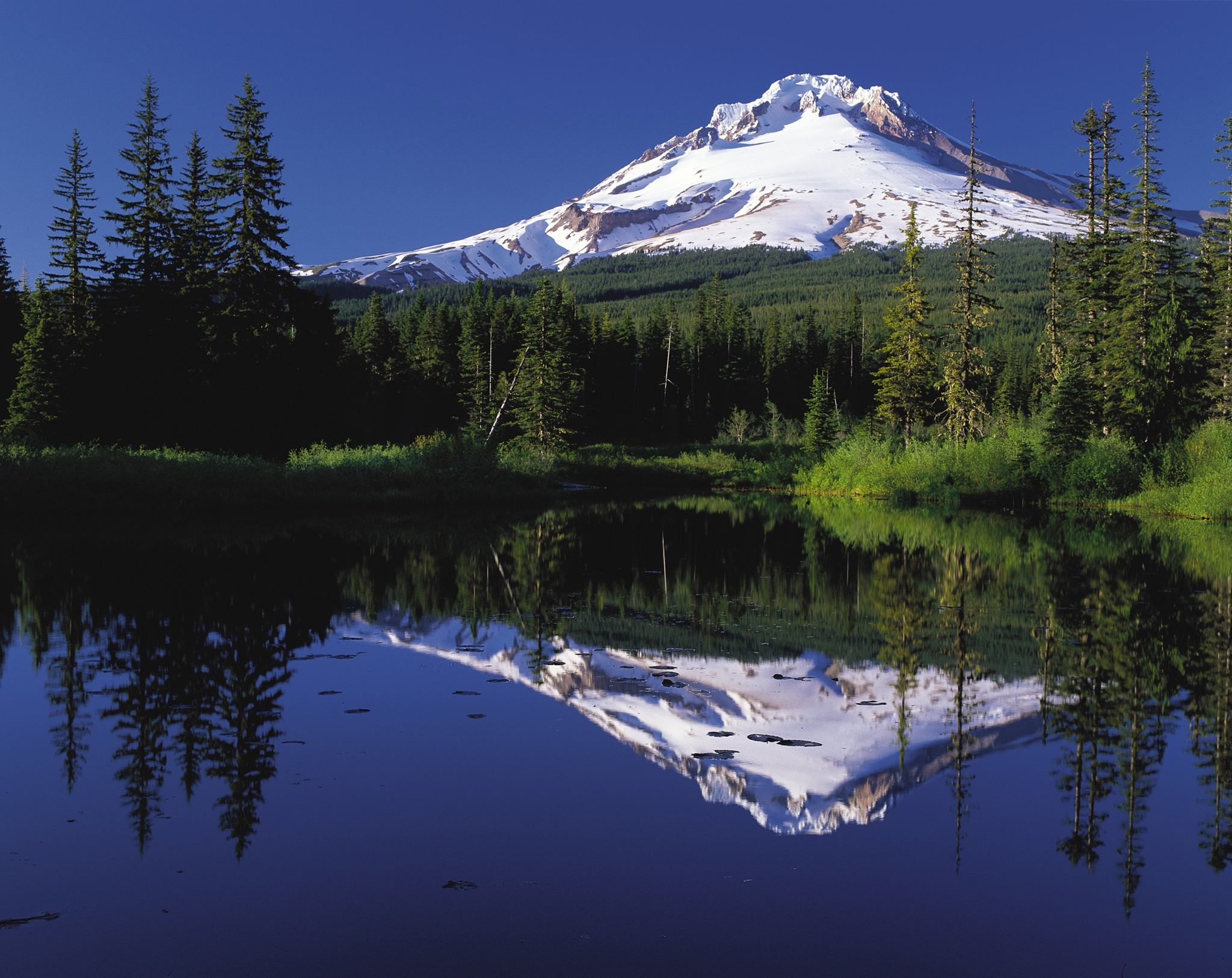

후드산(Mount Hood, Wy'east)은 미국의 산이다. 이 산은 미국 오리건주와 워싱턴주의 경계에 있는 화산이다.
1792년 조지 밴쿠버 대위가 이끄는 탐험대의 일원이었던 윌리엄 브로턴 중위가 새뮤얼 후드의 이름을 따서 현재의 이름으로 명명했다.